# Hirobumi Itó
Hirobumi Itó (japonsky 伊藤 博文, Itó Hirobumi; alternativní čtení: [Itó Hakubun], 16. říjen 1841 Cukari – 26. říjen 1909 Charbin) byl japonský politik, čtyřnásobný ministerský předseda Japonska. Je považován za jednoho z nejvýznamnějších politiků v období Meidži.

## Život
Pocházel ze samurajské rodiny z provincie Čóšú. Odjel studovat do zahraničí, do Velké Británie a USA. Po návratu působil od roku 1873 jako ministr veřejných prací. Účastnil se prací na zavedení japonské decimální měnové soustavy, která dala vzniknout jenu jako nové japonské měně. Má také hlavní zásluhu na vytvoření japonské ústavy (tzv. Ústava Meidži), přijaté roku 1889. Roku 1885 se stal prvním moderním japonským premiérem, tuto funkci zastával celkem čtyřikrát, a to v letech 1885–1888, 1892–1896, 1898 a 1900–1901. Prosazoval tezi, že je nutné poevropštit Japonsko a současně nepodcenit význam národních tradic. Od roku 1905 působil jako guvernér Koreje. Dne 26. října 1909 byl zavražděn v mandžuském Charbinu, když ho zavraždil korejský anarchista An Jung-geun, protijaponský aktivista.